# Comme le pélican du désert
Comme le pélican du désert est un roman de Jean Masarès publié en 1950 aux éditions Julliard et ayant reçu le prix des Deux Magots l'année suivante.

## Historique
Premier roman à succès de son auteur, Comme le pélican du désert reçoit le prix des Deux Magots en 1951 au troisième tour de scrutin par sept voix contre cinq à Malgré lui, malgré elle de Jeanne Mézeray.

## Éditions
- Éditions Julliard, 1950.